# Oméga-Six
Automobiles Oméga-Six est un constructeur automobile français situé dans la région parisienne qui a officié entre 1922 et 1930.

## Histoire
Gabriel Daubech a fondé l'entreprise à Pantin en 1922,. Plus tard, en 1925, l'entreprise relocalisée, dans des locaux à Boulogne-Billancourt puis à Neuilly, 45 rue de Sillys. 
En 1928, la firme Boyriven, équipementier automobile, acquiert une partie du capital de l'entreprise. 
Les voitures ont été conçues par Maurice Gadoux, qui avait auparavant travaillé pour les firmes Clément Bayard et Delaunay-Belleville puis Hispano-Suiza dont il était ingénieur en chef. 
L'objectif de la production était de fabriquer des voitures de luxe. Environ cinquante voitures ont été produites chaque année. La production a pris fin en 1930.

## Production
Tous les modèles possédaient des moteurs à six cylindres. 
Les premiers avaient une distribution par arbre à cames en tête, une cylindrée de 2 litres (11cv)  et une puissance de 50 ch. La vitesse était de 120 km/h pour les voitures munies d'une carrosserie légère. Les châssis possédaient plusieurs empattements entre 3,46 m et 3,29 m.
En 1924, équipé d'un carburateur  Solex, la puissance du moteur augmente à 55 ch et une transmission à quatre vitesses remplace l'ancienne.
En 1926 la cylindrée est de 2 litres 6.
En 1927 est conçu un modèle avec un moteur à huit cylindres et 4 litres 28 de cylindrée.
En 1929, apparait un modèle équipé d'un moteur à six cylindres avec double arbre à cames en tête, deux carburateurs Cozette, d'une cylindrée de 3 litres et d'une puissance de 150 ch.

## Compétition
En 1924, deux voitures ont couru au  24 heures du Mans (no 24 Jacques Margueritte - Louis Bonne et no 25 Roland Coty - Marcel Mongin) et ont abandonné respectivement au 9e et 11e tour. 
En 1925, trois voitures du type L6 1 991 cm3 N/A sont présentées au Mans mais non partantes: la no 25 (Jacques Margueritte - Louis Bonne), la no 26 (Albert Clément - Réné Coty) et la no 27 ( Jacques Achille Boyriven - Louis Charavel dit "Sabipa").
Aux 6 Heures des Routes Pavées en septembre 1926, Jacques Achille Boyriven termine 4e. En 1928, Louis Bonne est premier dans la classe des 3 litres.  En 1929, Boyriven est 3e. 
Aux 24 Heures de Spa-Francorchamps, Jacques Achille Boyriven termine deuxième en 1928 et troisième en 1929. 
En 1929, Boyriven abandonne  au Grand Prix automobile d'Algérie, le 7 avril, mais Bayssières a terminé deuxième au Grand Prix automobile de Picardie  le 17 avril et abandonne le 7 juillet au Grand Prix de Dieppe . 
En 1929, le 2 juin, la marque Oméga-Six a enregistré sa seule victoire significative lorsque Hellé Nice remporte  le  Grand Prix féminin de Montlhéry .